# Anaspida
Ne doit pas être confondu avec Anapsida.
Classe
Les anaspides (Anaspida) sont une classe éteinte de vertébrés aquatique ayant vécu du début du  Silurien et du début du  Dévonien, c'est-à-dire entre -444 à -419 Millions d'années. Leur corps mince et allongé, l'absence de bouclier céphalique massif, et la position dorsale de l'orifice naso-hypophysaire les distinguent des autres ostracodermes et ont parfois conduit à les rapprocher des lamproies. Leur tête est recouverte de petites plaques osseuses et leur corps de longues écailles disposées en chevron. Les anaspides vivaient dans des environnements marins côtiers. Ils sont rarement retrouvés à l'état de fossiles articulés, probablement à cause de la fragilité de leur squelette en comparaison de ceux des autres ostracodermes. Les spécimens les mieux préservés proviennent de gisements siluriens de Norvège ou d'Écosse. Certains spécimens tardifs ont été décrits au dévonien supérieur, il y a 370 Ma.

## Caractéristiques
La principale synapomorphie des anaspides est la présence d'une large épine tri-radiée postérieurement aux fentes branchiales. Ils sont également caractérisée par leur queue fortement hypocerque, ce qui signifie que le lobe contenant la notochorde est fortement orienté vers le bas. La longueur de leurs feuillets natatoires varie : il est long chez les formes les plus anciennes (e.g. Pharyngolepis) et tend à se raccourcir chez les formes récentes (e.g. Rhyncholepis ).

## Position phylogénétique
Les anaspides ont souvent été rapprochés des lamproies à cause de leur narine, ou orifice naso-hypophysaire, unique s'ouvrant sur la face ventrale de la tête mais également de leur queue hypocerque et de l'abaissement postérieur de leurs ouvertures branchiales. Cependant, l'ensemble des caractéristiques associées à ce rapprochement pourrait être des caractères ancestraux (plésiomorphies) des vertébrés car ils ont été observés indépendamment chez différents ostracodermes. Des travaux récents ont cependant montré que les structures cellulaires associées à la calcification de leur squelette étaient similaires à celles observées chez les lamproies, ce qui pourrait remettre à l'ordre du jour une association entre les lamproies et les anaspides.

## Liste des familles et genres
Selon BioLib (10 juin 2019) :
- famille Birkeniidae Berg, 1937 †
- famille Lasaniidae Abel, 1919 †
- famille Ramsaasalepididae Blom, Märss & Miller, 2003 †
- genre Pterygolepis Cossmann, 1920 †

## Publication originale
- (en) Janvier, 1996 : « Early vertebrates ». Oxford Monographs in Geology and Geophysics, vol. 33, Oxford University Press, Oxford.